# Elda Emma Anderson
Elda Emma Anderson (Green Lake, 5 de octubre de 1899 - Oak Ridge, 17 de abril de 1961) fue una física e investigadora de la salud estadounidense. Durante la Segunda Guerra Mundial, trabajó en el Proyecto Manhattan en la Universidad de Princeton y en el Laboratorio Nacional de Los Álamos, donde preparó la primera muestra de uranio-235 puro. Graduada de la Universidad de Wisconsin-Madison, se convirtió en profesora de física en el Milwaukee-Downer College en 1929. Después de la guerra, se interesó por la física de la salud. Trabajó en la División de Física de la Salud del Laboratorio Nacional Oak Ridge y estableció la agencia de certificación profesional conocida como la American Board of Health Physics.

## Infancia y educación
Elda Emma Anderson nació en Green Lake, Wisconsin, el 5 de octubre de 1899, hija de Edwin A. Anderson, nacido en Wisconsin, y su esposa, Lena (de soltera Heller), nacida en Alemania. Aunque de pequeña le cautivaban los números, Anderson se convirtió en maestra de infantil. Más tarde desarrolló interés por la ciencia, en parte debido a la influencia de su hermana mayor, que era profesora asistente de química. En general, aunque su familia tenía ciertas expectativas elevadas para su hija menor, todos la apoyaron en sus esfuerzos académicos.
Anderson obtuvo un bachillerato universitario en letras (Bachelor of Arts) del Ripon College en 1922, más tarde terminó una maestría en Artes (AM) en física de la Universidad de Wisconsin-Madison en 1924. De 1924 a 1927, dio clases en el Estherville Junior College en Iowa, donde fue decana de física, química y matemáticas. En 1929, se convirtió en profesora de física en el Milwaukee-Downer College (una universidad femenina de élite que luego fue absorbida por la Universidad de Lawrence). En 1934, fue nombrada jefa del departamento de física. 

## Carrera e investigación

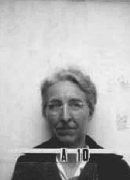
Placa de seguridad de Elda E. Anderson en Los Álamos en tiempos de guerra

En 1941, Anderson completó su doctorado en la Universidad de Wisconsin-Madison, escribiendo su tesis sobre "Niveles de energía bajos en los espectros atómicos Co VII y Ni VIII". Inmediatamente después de terminarlo, solicitó tiempo libre de su puesto en el Milwaukee-Downer College para realizar una investigación de guerra relacionada con el Proyecto Manhattan en la Oficina de Investigación y Desarrollo Científico de la Universidad de Princeton. Poco tiempo después, Anderson fue contratada para continuar su trabajo específicamente en el Laboratorio de Los Álamos. En su nueva ubicación, Anderson estudió parámetros básicos de fisión nuclear, incluido el análisis de los retrasos asociados con la absorción y emisión de neutrones. Dicho trabajo implicaba trabajar más de dieciséis horas al día a menudo. Entre otros logros en Los Álamos, Anderson preparó la primera muestra de uranio-235 puro en el laboratorio. Mientras estuvo allí, vivió en una residencia y, siendo mayor que la mayoría de las demás residentes (tenía cincuenta años), la pusieron a cargo. Solía trabajaba de noche, vestía pantalones vaqueros y una camisa a cuadros, lo que no era el atuendo habitual para una mujer en ese momento. 
Después de la guerra, en 1947, Anderson dejó Los Álamos y volvió a enseñar en el Milwaukee-Downer College. Su trayectoria en la física atómica hizo que se interesara por los efectos de la radiación en la salud. En 1949, dejó la docencia para iniciar la carrera de física de la salud. En la División de Física de la Salud del Laboratorio Nacional Oak Ridge en Tennessee, que llevaba solo cinco años creada, se convirtió en la primera jefa de educación y capacitación. Pasó su carrera ayudando a establecer el nuevo programa de capacitación en física de la salud, enseñando y asesorando a becarios graduados en física de la salud desde 1949.
Anderson también trabajó con profesores de la Universidad Vanderbilt en Nashville, Tennessee, para crear un programa de maestría en física de la salud en esa institución. Además, fue responsable de capacitar a militares, oficiales estatales y federales y profesores universitarios que actualmente son líderes en física de la salud.
Fuera de sus obligaciones académicas, Anderson también era conocida por ayudar a los estudiantes con problemas tanto académicos como personales, brindándoles orientación. En algunos casos, se sabía que había dado préstamos a estudiantes, además de compartir un rato en tiempos difíciles.
Anderson organizó el primer curso internacional en su campo en Estocolmo en 1955; organizó cursos similares en Bélgica en 1957 y en Mumbai en 1958. Apoyó el establecimiento de la Health Physics Society en 1955, sirviendo como secretaria durante un periodo y, finalmente, como presidenta de la sociedad de 1959 a 1960. Ese  mismo año, estableció la agencia de certificación profesional conocida como la American Board of Health Physics. A pesar de contraer leucemia en 1956, Anderson no se desanimó en su carrera y mantuvo su puesto durante varios años hasta su muerte en 1961.

## Muerte y legado
En 1956, Anderson, que nunca se casó y no tuvo hijos, desarrolló leucemia. Murió casi cinco años después en Oak Ridge, Tennessee, de cáncer de mama y leucemia, posiblemente como resultado de su trabajo con materiales radiactivos, el 17 de abril de 1961. Anderson fue enterrada en el cementerio de Green Lake, Wisconsin. Le sobreviven su hermana Lucille McConnell y su sobrina Natalie Tarr Millemann. Su obituario tuvo una buena cobertura en la prensa y en las revistas científicas. Los homenajes fueron escritos por colegas y exalumnos.
Anderson es homenajeada cada año en la reunión anual de la Sociedad de Física de la Salud cuando se presenta el Premio Elda E. Anderson a un miembro joven de la Sociedad.

## Publicaciones (selección)
- Ph.D. Dissertation: Anderson, Elda E. (1941). Low Energy Levels in the Atomic Spectra of Cobalt VII and Nickel VIII. University of Wisconsin—Madison.
- Mack, J. E., & Anderson, E. E. (1944). A 21‐Foot Multiple Range Grazing Incidence Spectrograph. Review of Scientific Instruments. 15(2): 28–36.
- Anderson, E. E., Lavatelli, L. S., McDaniel, B. D., & Sutton, R. B. (1944). Boron cross sections for neutrons from 0.01 to 1000 eV. Atomic Energy Commission.
- Anderson, E. E., Lavatelli, L. S., McDaniel, B. D., & Sutton, R. B. (1944). MEASUREMENTS ON THE CROSS-SECTION OF 94 Pu-239 AS A FUNCTION OF NEUTRON ENERGY IN THE RANGE FROM 0.01 eV TO 3.0 eV (No. LA-91). Los Alamos Scientific Laboratory. New Mexico.
- Anderson, E. E., McDaniel, B. D., Sutton, R. B., & Lavatelli, L. S. (1945). ABSORPTION AND FISSION CROSS SECTIONS OF 94 Pu-239 IN THE NEUTRON ENERGY RANGE 0.01 eV TO 100 eV (No. LA-266). Los Alamos Scientific Laboratory. New Mexico.
- Sutton, R. B., McDaniel, B. D., Anderson, E. E., & Lavatelli, L. S. (1947). The Capture Cross Section of Boron for Neutrons of Energies from 0.01 eV to 1000 eV. Physical Review. 71(4): 272.
- McDaniel, B. D., Sutton, R. B., Lavatelli, L. S., & Anderson, E. E. (1947). The Absorption Cross Section of Gold for Neutrons of Energies from 0.01 to 0.3 eV. Physical Review. 72(8): 729.
- Sutton, R. B., T. Hall, E. E. Anderson, H. S. Bridge, J. W. DeWire, L. S. Lavatelli, E. A. Long, T. Snyder, and R. W. Williams. (1947). Scattering of Slow Neutrons by Ortho- and Parahydrogen. Physical Review. 72(12): 1147.
- Sutton, R. B., T. Hall, E. E. Anderson, H. S. Bridge, J. W. DeWire, L. S. Lavatelli, E. A. Long, T. Snyder, and R. W. Williams. (1947). Neutron diffraction studies of NaH and NaD. Physical Review. 72: 1147–56.
- Anderson, Elda E. (1950). Manual on Radiological Protection for Civilian Defense (No. M-4514). Oak Ridge National Laboratory.
- Anderson, E. E. (1952). Units of radiation and radioactivity. Public Health Reports. 67(3): 293.
- Anderson, E. E. (1954). Education and Training of Health Physicists. Radiology. 62(1): 83–87.
- Lukens Jr, H. R., Anderson, E. E., & Beaufait Jr, L. J. (1954). Punched Card System for Radioisotopes. Analytical Chemistry. 26(4): 651–652.
- Kohl, J., Newacheck, R. L., & Anderson, E. E. (1955). Gaseous and Liquid Tracers for Underground Studies. In Proceedings. University of California.
- Kohl, J., Newacheck, R. L., & Anderson, E. E. (1955). Locating Casing Shoe Leaks with Radioactive Argon. Transactions of the American Institute of Mining and Metallurgical Engineers. 204(12): 213–216.
- Newacheck, R. L., Beaufait, L. J., & Anderson, E. E. (1957). Isotope Milker Supplies 137Ba from Parent 137Cs. Nucleonics. 15(5): 122.
- Beaufait Jr, L. J., Anderson, E. E., & Peterson, J. P. (1958). Development and Preparation of Set of Gamma Spectrometer Standards. Analytical Chemistry. 30(11): 1762–1764.
- Anderson, Elda E. (1959). Assignment report on training course for health physicists. Bombay, India. November–December 1958.
- Zumwalt, L. R., & Anderson, Elda E. (1960). Xe-133 Release Data Obtained to Date on Various Sample Fuel Bodies (No. GA-P-32-257). General Atomic Division. General Dynamics Corp. San Diego, CA.
- Anderson, E. E., Gethard, P. E., & Zumwalt, L. R. (October 1961). Use of the King Furnace in Fission-Product Retention Studies of Graphite Reactor Fuels. In Proceedings of the Second Conference on Nuclear Reactor Chemistry. Gatlinburg, Tennessee (pp. 171–192).
- Anderson, E. E., Gethard, P. E., & Zumwalt, L. R. (1962). Steady-State Release Fraction of Krypton and Xenon Fission Products at High Temperatures from (U, Th) C2-Graphite Fuel Matrix in Out-Of-Pile Experiments (No. GA-3211). General Atomic Div. General Dynamics Corp. San Diego, CA.
- Zumwalt, L. R., Anderson, E. E., & Gethard, P. E. (1962). Fission Product Retention Characteristics of Certain (Th, U) C2-Graphite Fuels. Proceedings. ANS Topical Meeting on Materials and Fuels for High-Temperature Nuclear Energy Applications. 11–13.
- Anderson, E. E., Wessman, G. L., & Zumwalt, L. R. (1962). Fission Product Trapping—Sorption of Cesium by Activated Charcoal. Nuclear Science and Engineering. 12(1): 106–110.
- Zumwalt, L. R., Gethard, P. E., & Anderson, E. E. (1963). Fission-Product Release from 'Single-Crystal' UC2 Particles. Transactions of the American Nuclear Society. 6(1): 132.
- Anderson, E. E., Gardner, J. O., Gethard, P. E., Goeddel, W. V., Hooker, J. R., Lonsdale, H. K., ... & Zumwalt, L. R. (1963). Advanced, Graphite-Matrix, Dispersion-Type Fuel Systems. Annual Report. April 1, 1962 – March 31, 1963 (No. GA-4022;(Pt. 1)). General Atomic Division. General Dynamics Corp. San Diego, CA.
- Anderson, Elda E., & Zumwalt, L. R. (1964). The Diffusion of Barium in Simulated High-Temperature Graphite Fuel Elements. Transactions of the American Nuclear Society. (US). 7.